# 김시중 (연구인)
김시중(金始中, 1932년 충청남도 논산시 ~ 2017년 10월 29일)은 대한민국 고려대학교 명예교수, 대한민국 과학기술처 前 장관이다.

## 학력
- 1951 ∼ 1955 서울대학교 화학 (학사)
- 1955 ∼ 1957 서울대학교 화학 (석사)
- 1967  고려대학교 화학 (박사)

## 주요경력
- 1960. 3 ∼ 1997  고려대학교 화학과 교수
- 1987. 2 ~ 1988  고려대학교 이과대학 학장
- 1988. 2 ~ 1989.06 고려대학교 부총장 (고려대학교 세종캠퍼스)
- 1993. 2 ∼ 1994. 12  제14대 대한민국 과학기술처 장관
- 1997 고려대학교 화학과 명예교수
- 2002. 2 ∼ 2005. 2   제14대 한국과학기술단체총연합회 회장

## 생애 및 업적
한국 과학기술의 선진화를 위해 장기연구계획을 수립하고 추진한 과학행정가
1955년 졸업 이후 고려대학교 화학과 조교로 시작해서 1997년 정년 퇴임까지 약 42년 동안 후학을 양성하였다. 1960년부터 고려대학교 화학과 교수로 무기화학 분야의 연구와 교육에 매진했고, 고려대학교 부총장, 한국과학교육단체총연합회 회장, 과총 회장대행, 대한화학회 회장을 거치며 국가의 과학정책과 인연을 맺었다. 1993년 장관이 되어 이어도 종합해양과학기지 건설과 스마트 원자로 개발사업을 국가의 장기사업으로 계획했고, 2002년 과총의 회장으로서 국내 최초로 ‘과학기술인헌장’을 제정하여 과학기술계의 윤리적 기반을 마련했다.

### 이어도 종합해양과학기지건설
장관 재임 시 처음 시행한 장기연구계획은 ‘이어도 종합해양과학기지’ 건설이었다. 제주도 남부해역의 수중 암초 지대인 이어도에 소형 기상관측기구를 설치해 달라는 한국해양연구소의 제안을 수락하고 타당성 조사를 하게 했으며, 조사 결과를 검토한 후, 단순히 관측기구만 설치하기보다 해양과 기상을 실시간으로 관측할 수 있는 시스템을 갖춘 ‘과학기지’를 건설하기로 새로운 계획을 세운 것이었다. 암초 위 과학기지의 건설은 국제법상 문제가 없다는 것을 확인하고, 중국과 일본 정부의 동의와 정부 예산의 확보, 기업의 협조 등을 직접 요청했다. 우여곡절 끝에 장관 퇴임 후인 1995년에서야 착공에 들어갔지만, 지속적으로 대한민국 과학기술처와 대한민국 해양수산부의 장관을 찾아가 영토와 자원 확보의 측면에서도 과학기지 건설이 중요함을 알렸다. 계획수립 10년 만인 2003년 과학기지가 완공되었고, 2013년 중국과의 영토권 문제가 발생했을 때 이어도는 한국 영토 확보에 유리한 지표로 활용되었다.

### 스마트 원자로개발사업
'스마트 원자로'는 대형 원자력발전소보다 건설비용이 저렴하고 발전용량이 적은 중소형의 원자로다. 이는 전력망 규모가 작아 대형 원자력 발전소 건설이 불필요한 나라나, 땅이 넓어 인구가 흩어져 있어 송·배전망을 까는데 돈이 많이 드는 나라에 필요한 것이었다. 원자로 수출 국가인 한국이 중소형 원자로를 개발한다면 국익에 도움이 될 것이라고 판단해, 원자력연구소의 인력을 러시아에 파견하여 핵잠수함의 동력원으로 사용되는 폐쇄형 소형 원자로에 대한 기초자료를 확보하였으며, 개발 착수할 것을 지시했다. 이후 18년이 지난 2012년 한국은 세계 최초로 소형 원자로에 대한 ‘표준설계인가’를 획득했고, 2015년부터 스마트원자로 수출을 위한 노력을 본격화하고 있다.

### 과학기술계 환경 개선
대한민국 과학기술처 장관으로 장기연구종합계획을 수립하여 한국이 과학기술 선진국으로 나아갈 수 있는 초석을 마련했고, 한국과학기술단체총연합회(이하 과총) 회장으로 과학기술계 환경 개선에 크게 기여했다. 과학기술인의 권익 신장과 과학기술 지원 분위기 조성을 위해 노력했고, 2004년 과학기술자들의 윤리의식을 고취하고 연구윤리 위반의 근거로 활용할 수 있게 ‘과학기술인헌장’을 제정했다. 또한, 재외 과학기술인과의 긴밀한 네트워크 구축을 위해 한인과학기술교류 기반을 마련했고, 지역의 과학기술인들을 지원하기 위한 지역 과총을 조직하는 한편, 국내 학회의 국제화를 위해 처음으로 SCI급 논문을 편찬하는 학회에 재정을 지원하도록 했다.
김시중 교수는 짧은 기간 대한민국 과학기술처 장관을 역임하면서도 한발 앞서 한국의 과학기술의 발전 방향을 제시한 미래지향형 과학정책가였다. 이 업적을 인정받아 2019 과학기술유공자 융복합분야에 지정되었다.

## 포상
- 1980  화학교육상, 국민훈장 석류장
- 1992 대한민국과학기술상 과학상
- 1995. 4. 4  청조근정훈장
- 2005 한국과학기술한림원상

## 참고자료
- 대한민국 과학기술정보통신부 홈페이지  보관됨 2020-09-27 - 웨이백 머신

- 김시중 前 과학기술처 장관, 29일 숙환으로 별세 / 머니투데이 2017.10.29